# Výrovský okruh
 Výrovský okruh je okružní 6,5 kilometrů dlouhá žlutě značená turistická trasa Klubu českých turistů ve Východolabské tabuli a okrese Pardubice vedená lesním masívem severně od obce Břehy.

## Popis trasy
Počátek a konec okružní trasy se nachází severně od místní části Břehů Výrova na rozcestí se zeleně značenou trasou 4290, se kterou je z počátku vedena v krátkém souběhu. Nejprve má trasa přibližně severní směr a je vedena po levém břehu Sopřečského kanálu. Toto vodní dílo je odbočkou Opatovického kanálu napájející rybníky Černý Nadýmač a Sopřečský rybník. Po dosažení Černého Nadýmače trasa kanál opouští a je vedena po jeho hrázi na západním břehu. Sopřečský kanál je veden podél břehu východního. V místě, kde se opět ke kanálu přiblíží trasa mění ostře směr na přibližně jihozápadní a je vedena lesem k hájovně Na Hořičkách u silnice Přelouč – Chlumec nad Cidlinou. Během tohoto úseku překonává potok odvádějící vodu z Černého Nadýmače do Sopřečského potoka a kříží se s cyklistickými trasami 4039, 4272 a 4273. Od hájovny Na Hořičkách vede trasa 7259 po okraji lesa východním směrem zpět do výchozího bodu.

## Turistické zajímavosti na trase
- Opatovický kanál
- Sopřečský kanál
- Rybník a přírodní památka Černý Nadýmač
- Rybník Buňkov